# Pietro Durazzo (1632-1699)
Pietro Durazzo, né en 1632 à Gênes et mort en 1699 à Gênes, est un homme politique italien, 128e doge de Gênes du 13 août 1681 au 13 août 1683.